# Wereldkampioenschappen kanosprint 1973
De Wereldkampioenschappen kanosprint 1973 waren kampioenschappen voor kanoërs en kajakkers. De tiende editie van de wereldkampioenschappen vond plaats in het Finse Tampere.

## Resultaten

### Kanovaren
Heren
| Onderdeel       | Goud                                | Zilver                              | Brons                            |
| --------------- | ----------------------------------- | ----------------------------------- | -------------------------------- |
| C1 500 meter    | Miklós Darvas                       | Nikolay Fedulov                     | Ivan Patzaichin                  |
| C1 1000 meter   | Ivan Patzaichin                     | Romualdas Vinojinidis               | Tamás Wichmann                   |
| C1 10.000 meter | Vasyl Yurchenko                     | Lipat Varabiev                      | Tamás Wichmann                   |
|                 |                                     |                                     |                                  |
| C2 500 meter    | Oleg Kalidov Vitaliy Slobodenyuk    | Gheorghe Danielov Gheorghe Simionov | Jerzy Opara Andrzej Gronowicz    |
| C2 1000 meter   | Gheorghe Danielov Gheorghe Simionov | Vladislavas Česiūnas Joeri Lobanov  | Tamás Wichmann Gyula Petrikovics |
| C2 10.000 meter | Vladislavas Česiūnas Joeri Lobanov  | Vasile Serghei Cherasim Munteanu    | Tamás Buday Gábor Haraszti       |

### Kajakken
Heren
| Onderdeel       | Goud                                                              | Zilver                                                          | Brons                                                                |
| --------------- | ----------------------------------------------------------------- | --------------------------------------------------------------- | -------------------------------------------------------------------- |
| K1 500 meter    | Géza Csapó                                                        | Vitaliy Trukshin                                                | Grzegorz Śledziewski                                                 |
| K1 1000 meter   | Géza Csapó                                                        | Grzegorz Śledziewski                                            | Aleksandr Sjaparenko                                                 |
| K1 10.000 meter | Aleksandr Sjaparenko                                              | Péter Völgyi                                                    | Jörgen Andersen                                                      |
| K1 4x500 meter  | Vitaliy Trukshin Anatoliy Kobrisev Sergey Nikolskiy Oleg Zhegoyev | István Csizmadia Zoltán Angyal Róbert Schaffhauser István Szabó | Atanase Sciotnic Vasilie Simiocenco Roman Vartolomeu Mihai Zafiu     |
|                 |                                                                   |                                                                 |                                                                      |
| K2 500 meter    | Nikolay Gogol Pytor Greshta                                       | József Deme János Rátkai                                        | Ion Dragulschi Ernst Pavel                                           |
| K2 1000 meter   | József Deme János Rátkai                                          | Ion Dragulschi Ernst Pavel                                      | Herbert Laabs Joachim Mattern                                        |
| K2 10.000 meter | Zoltán Bakó Géza Csapó                                            | Ion Terente Antrop Varabiev                                     | Jos Broekx Paul Stinckens                                            |
|                 |                                                                   |                                                                 |                                                                      |
| K4 1000 meter   | József Deme János Rátkai Csaba Giczy Csongor Vargha               | Nikolay Gogol Joeri Filatov Vladimir Morozov Valeri Didenko     | Norbert Paschke Peter Korsch Jürgen Lehnert Harald Marg              |
| K4 10.000 meter | Csaba Giczy Csongor Vargha Tibor Nagy Géza Kralován               | Erich Pasch Horst Mattern Rudolf Blass Eberhard Fischer         | Atanase Sciotnic Vasilie Simiocenco Cuprian Macarencu Costel Coșniță |

Dames
| Onderdeel    | Goud                                                         | Zilver                                                    | Brons                                                     |
| ------------ | ------------------------------------------------------------ | --------------------------------------------------------- | --------------------------------------------------------- |
| K1 500 meter | Nina Gopova                                                  | Petra Grabowski                                           | Viorica Dumitru                                           |
| K2 500 meter | Petra Grabowski Ilse Kaschube                                | Ljoedmila Pinajeva Nina Gopova                            | Anna Pfeffer Ilona Tőzsér                                 |
| K4 500 meter | Ljoedmila Pinajeva Nina Gopova Larisa Kabakova Tamara Popova | Anna Pfeffer Ilona Tőzsér Erzsébet Horváth Mária Zakariás | Viorica Dumitru Maria Nichiforov Maria Cosma Maria Ivanov |

1938 ·
1948 ·
1950 ·
1954 ·
1958 ·
1963 ·
1966 ·
1970 ·
1971 ·
1973 ·
1974 ·
1975 ·
1977 ·
1978 ·
1979 ·
1981 ·
1982 ·
1983 ·
1985 ·
1986 ·
1987 ·
1989 ·
1990 ·
1991 ·
1993 ·
1994 ·
1995 ·
1997 ·
1998 ·
1999 ·
2001 ·
2002 ·
2003 ·
2005 ·
2006 ·
2007 ·
2009 ·
2010 ·
2011 ·
2013 ·
2014 ·
2015 ·
2017 ·
2018 ·
2019 ·
2021 ·
2022 ·
2023